# Toppo Fornelli
Toppo Fornelli este o arie protejată (arie specială de conservare — SAC, sit de importanță comunitară — SCI) din Italia întinsă pe o suprafață de 19 ha, integral pe uscat.

## Localizare
Centrul sitului Toppo Fornelli este situat la coordonatele 41°29′51″N 14°55′18″E / 41.4975°N 14.921667°E.

## Înființare
Situl Toppo Fornelli a fost declarat sit de importanță comunitară în septembrie 1995 pentru a proteja un număr necunoscut de specii din flora spontană și fauna sălbatică aflate în arealul zonei. Situl a fost protejat și ca arie specială de conservare în martie 2017.

## Biodiversitate
Situată în ecoregiunea mediteraneană, aria protejată conține 2 habitate naturale: Pajiști uscate seminaturale și facies de acoperire cu tufișuri pe substraturi calcaroase (Festuco-Brometalia) (* situri importante pentru orhidee), Păduri panonice-balcanice de stejar turcesc - stejar sesil.
La baza desemnării sitului se află un număr nedeclarat de specii protejate.
Pe lângă speciile protejate, pe teritoriul sitului au mai fost identificate 5 specii de plante.